# László Óváry
László Óváry (ur. 1 lutego 1970 w Budapeszcie) – węgierski zapaśnik walczący w stylu wolnym. Olimpijczyk z Barcelony 1992, gdzie zajął dziesiąte miejsce w kategorii 48 kg.
Siódmy na mistrzostwach świata w 1994. Wicemistrz Europy w 1995 roku.
- Turniej w Barcelonie 1992

Pokonał Tunezyjczyka Szauki Sammariego, a przegrał z Marianem Awramowem z Bułgarii, Kubańczykiem Aldo Martínezem, a w pojedynku o dziewiąte miejsce z Kanadyjczykiem Tomem Petryshenem.